# Sonja Bernadotte

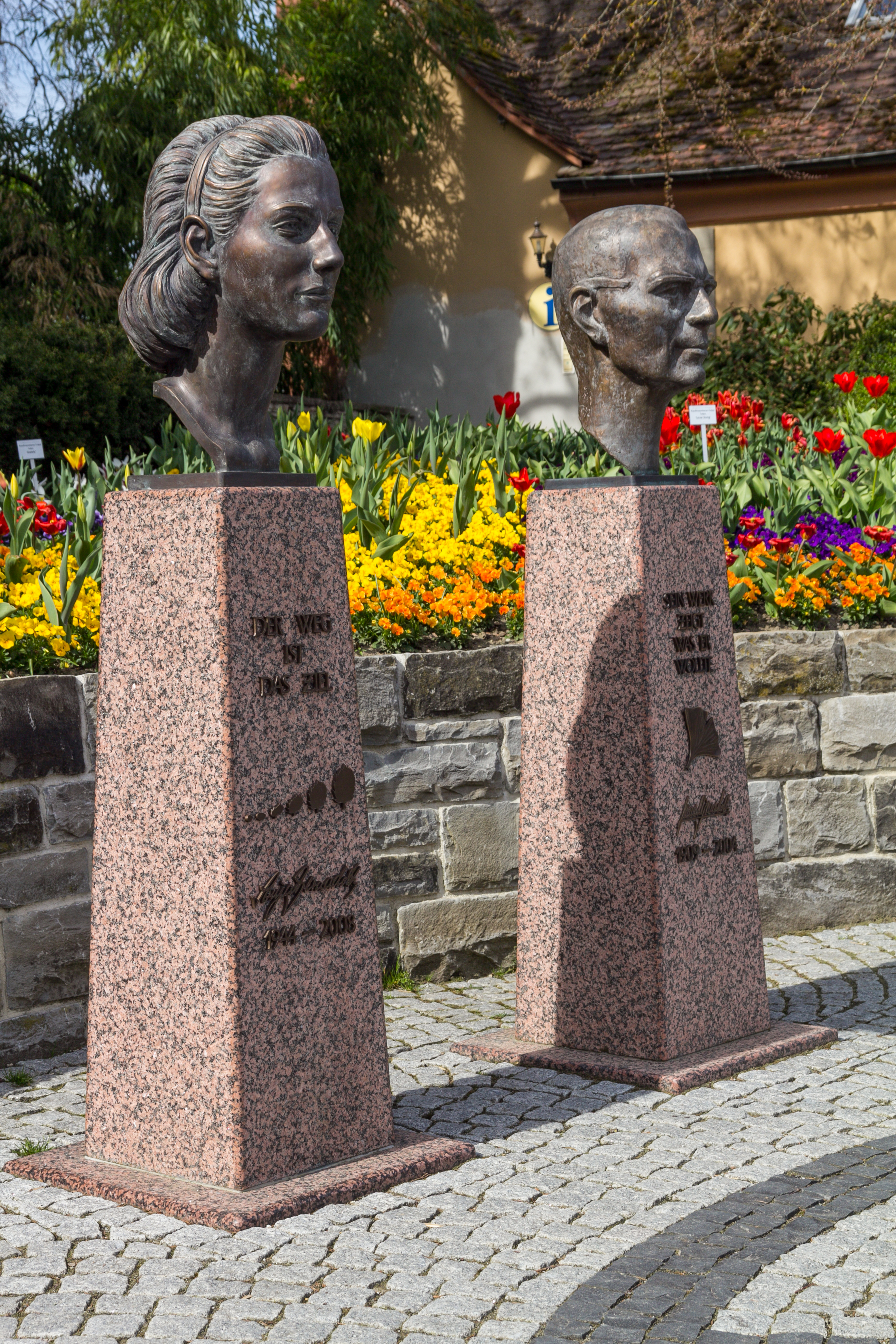
Monument över Sonja och Lennart Bernadotte på Mainau.

Sonja Anita Maria Bernadotte, grevinna av Wisborg, född Haunz 7 maj 1944 i Litzelstetten nära Konstanz, Baden-Württemberg, död 21 oktober 2008 i Freiburg im Breisgau, Baden-Württemberg, var greve Lennart Bernadottes hustru från 29 april 1972 fram till dennes död 21 december 2004. Det var Lennart Bernadottes andra äktenskap. Tillsammans bodde de på slottet Mainau där de bland annat utvecklade slottets trädgårdskonst. Hon var VD för anläggningarna där.
I äktenskapet föddes fem barn: 
- Bettina Bernadotte (född 12 mars 1974 i Scherzingen)
- Björn Wilhelm Bernadotte (född 13 juni 1975 i Scherzingen)
- Catherina Bernadotte (född 11 april 1977 i Scherzingen)
- Christian Wolfgang Bernadotte (född 24 maj 1979 i Scherzingen)
- Diana Bernadotte (född 18 april 1982 i Scherzingen)